# Krumbeck (Putlitz)
Krumbeck ist ein bewohnter Gemeindeteil der Stadt Putlitz im Landkreis Prignitz in Brandenburg. Der Ort liegt nordwestlich der Kernstadt Putlitz an der Landesstraße L 111. Nördlich verlaufen die A 24 und die B 321. Westlich und nördlich verläuft die Landesgrenze zu Mecklenburg-Vorpommern.

## Sehenswürdigkeiten
- In der Liste der Baudenkmale in Putlitz ist für Krumbeck als einziges Baudenkmal eine Gedenktafel für die Opfer des Todesmarsches (1945) (Menthiner Straße) aufgeführt.

## Persönlichkeiten
- Kurt Böwe (1929–2000), Schauspieler, Ehrenbürger von Putlitz (1999), lebte in Krumbeck und fand seine letzte Ruhestätte auf dem Waldfriedhof im Ortsteil
- Jürgen Rennert (* 1943), Schriftsteller, lebt seit 2014 im Ortsteil Krumbeck